# Bizaardvark
Bizaardvark là một loạt phim hài Mỹ với sự tham gia Madison Hu, Olivia Rodrigo, Jake Paul, DeVore Ledridge, và Ethan Wacker. Bộ phim được công chiếu trên Disney Channel vào ngày 24 Tháng Sáu 2016.

## Tình huống
Bộ phim nói về Frankie và Paige, hai bạn thiếu niên tốt gửi bài hát vui nhộn và video hài hước trên Internet. Sau khi đạt 10.000 người đăng ký trên kênh Vuuugle, Bizaardvark (một từ ghép của chữ "bizarre" và "aardvark"), họ được chấp nhận vào hãng phim Vuuugle, nơi họ làm các video của họ trong khi cũng phải chia sẻ chúng với những "Vuuuglers" khác.

## Nhân vật

### Chính
- Frankie Wong (Madison Hu) là một trong những ngôi sao của Bizaardvark, đánh bàn phím và piano.
- Paige Olvera (Olivia Rodrigo) là ngôi sao khác của Bizaardvark, chơi guitar. Trong tập "Unboxing", nó được tiết lộ rằng Paige học lớp võ thuật khi cô ấy muốn một số thời gian một mình.
- Dirk Mann (Jake Paul) là ngôi sao của Dare Me Bro, nơi anh thử thách yêu cầu mà anh cần thực hiện.
- Amelia Duckworth (DeVore Ledridge) là ngôi sao của Perfect Perfection with Amelia, chi tiết về thời trang.
- Bernard "Bernie" Schotz (Ethan Wacker) là một người bạn của Frankie và Paige, người trở thành đại lý của họ.

### Phụ
- Liam (Johnathan McClain) là con trai của người sáng lập Vuuugle, anh nói đến những Vuuugler thông qua một màn hình TV robot.
- Angelo (Jimmy Fowlie) là trợ lý cá nhân của Amelia người không nói nhiều, đặc biệt là khi Amelia có xu hướng bỏ trong câu trả lời của mình. Trong tập phim "Pretty Con," nó được tiết lộ bởi Amelia rằng Angelo từ chức làm việc cho Amelia để hoàn tất việc học y khoa và làm việc tại nước ít bác sĩ.